# Eduard Hirnschrodt

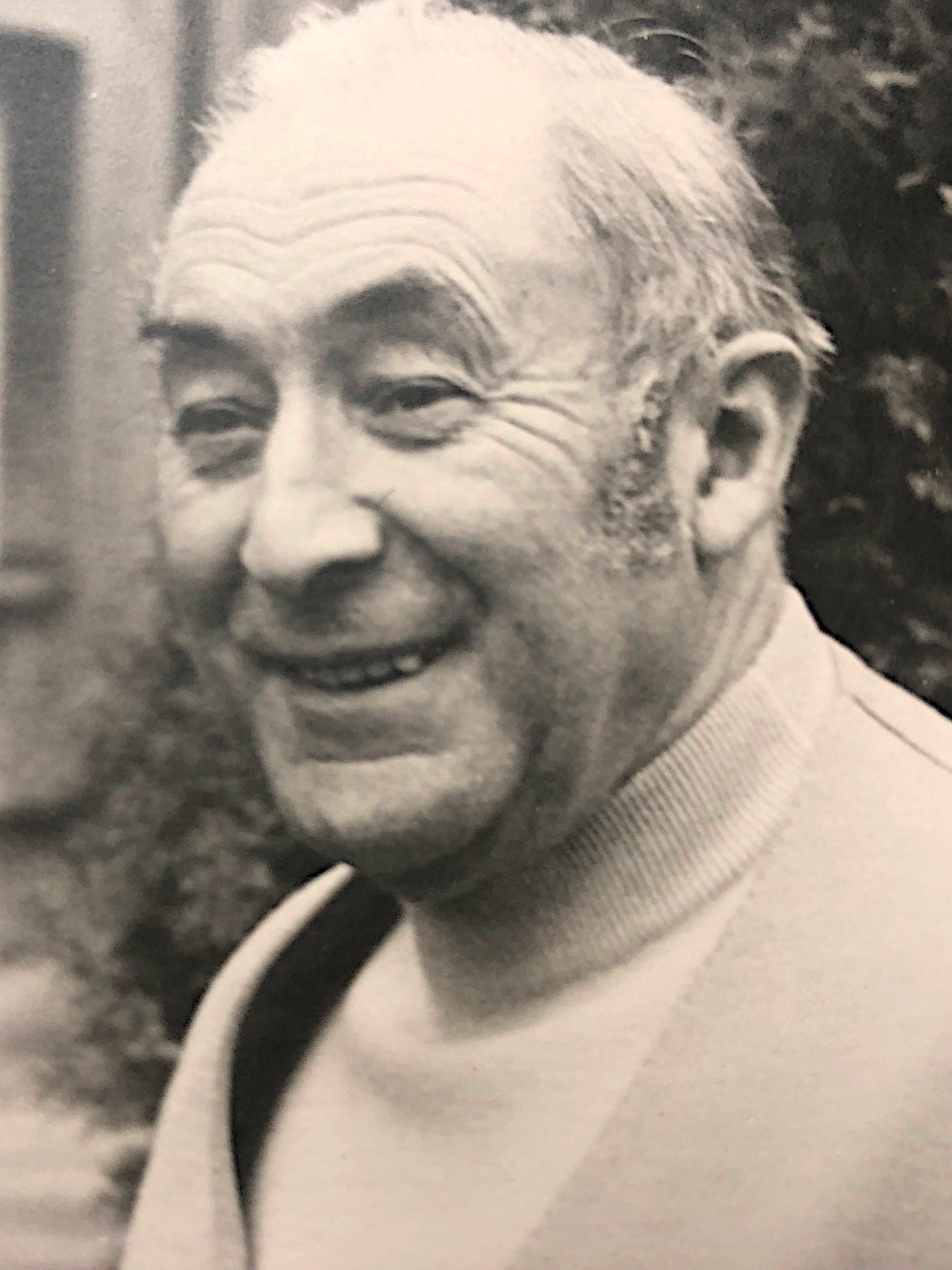
Eduard Hirnschrodt (1971)

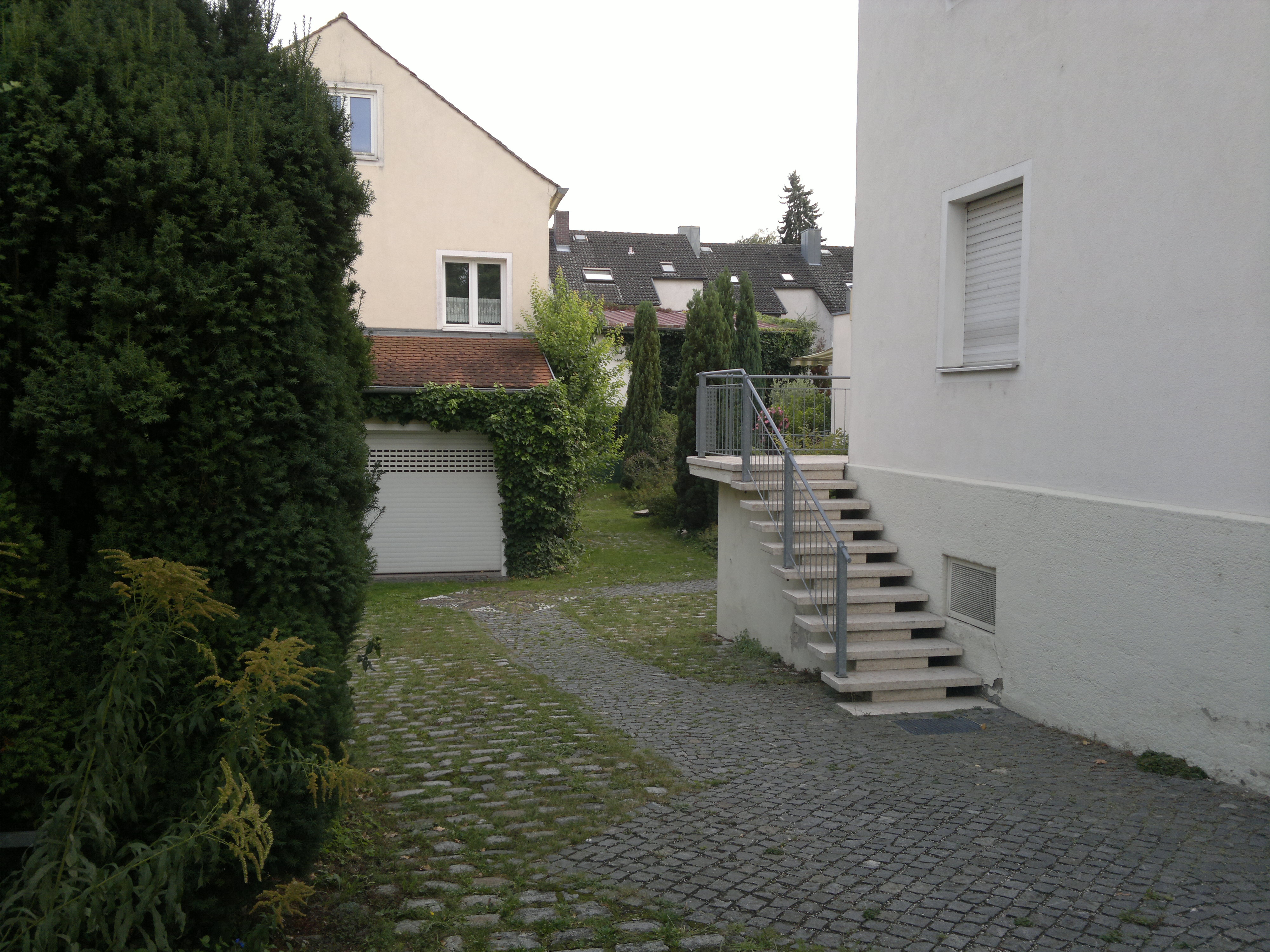
Ehemaliges Firmengelände

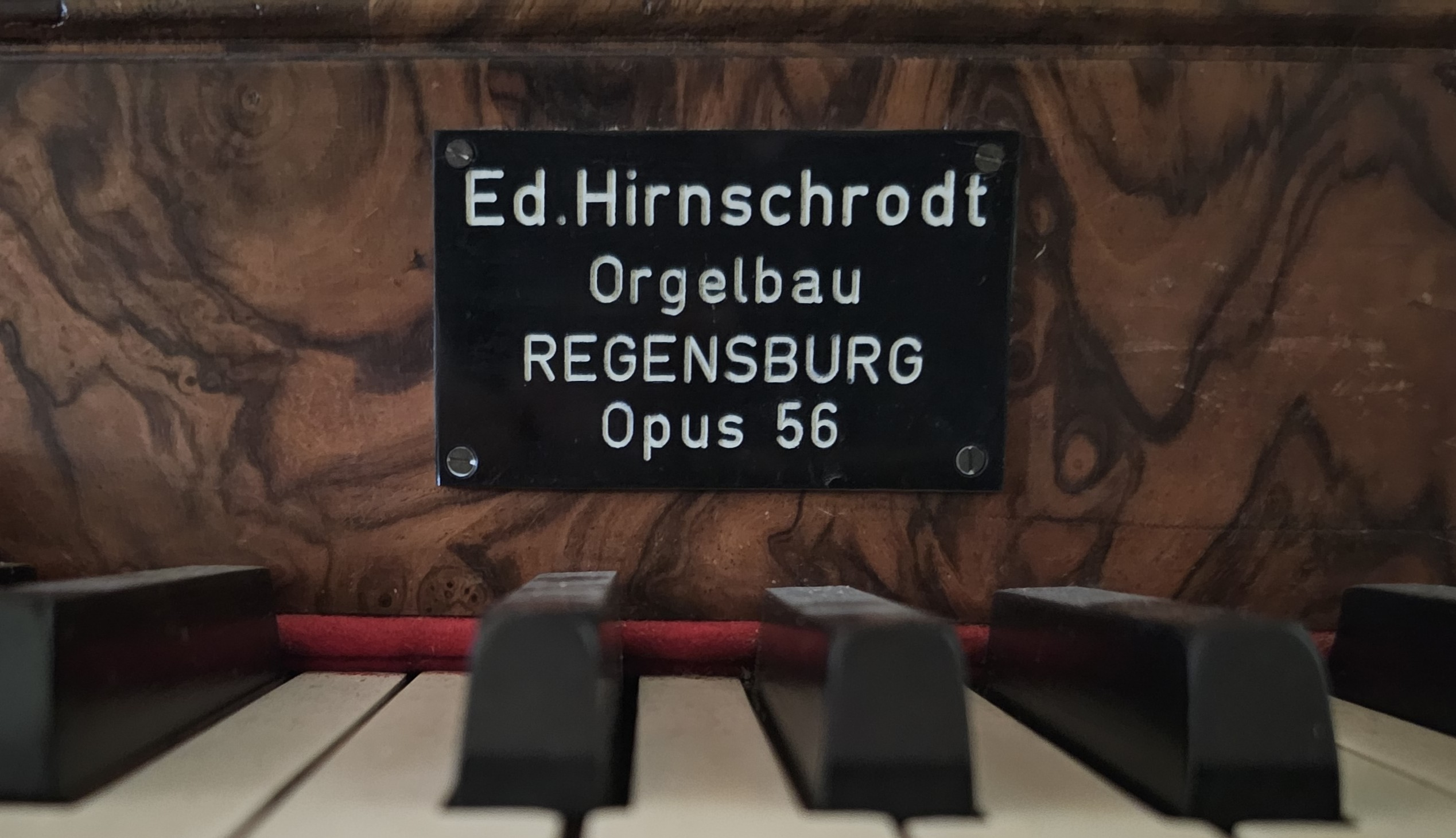
Firmenschild in St. Wolfgang Marktleuthen

Eduard Hirnschrodt (* 29. März 1906 in Regensburg; † 29. Dezember 1990 ebenda) war ein deutscher Orgelbauer.

## Leben
Eduard Hirnschrodt wurde am 29. März 1906 als Sohn von Eduard Hirnschrodt sen. in Regensburg geboren. Er absolvierte eine Orgelbauerausbildung im Betrieb seines Vaters. Nach bestandener Meisterprüfung in Passau und dem Tod seines Vaters übernahm er 1933 den Betrieb, der sich in Regensburg-Stadtamhof am Protzenweiher 13 befand. Sein Betrieb wurde 1974/1975 von der Orgelbaufirma Georg Jann weiter geführt. Eduard Hirnschrodt starb am 19. Dezember 1990.

## Bedeutung
Eduard Hirnschrodt baute in der ersten Phase seines beruflichen Schaffens Orgeln mit pneumatischer oder elektrischer Kegellade und tendenziell eher grundtönigem Klang. Nach dem Zweiten Weltkrieg kam Karl Strecker, ein ehemaliger Mitarbeiter der Firma Schuke zur Firma Hirnschrodt. Er arbeitete zunächst als Intonateur, aufgrund seines aktuelleren Wissensstandes dann auch als Konstrukteur. In Folge wandte sich die Firma verstärkt dem Bau von Orgeln mit mechanischer Schleiflade zu, was sehr dem damaligen Zeitgeschmack entgegenkam.
Das erste Werk mit diesem neobarocken Konzept war die Orgel in St. Matthäus in Regensburg. Hirnschrodts größtes Opus (68/IV/P, von 1959) steht in St. Emmeram in Regensburg. Dieses Instrument war jahrzehntelang die größte Orgel der Diözese Regensburg, bevor die Orgelanlage von Waldsassen verwirklicht wurde. Der Charakter seiner Instrumente ist baulich und klanglich sehr unterschiedlich.
Von 1932 bis 1974 entstanden (einschließlich Neubauten, Erweiterungen und Umbauten) etwa 120 Werke. Eduard Hirnschrodts Schaffen spiegelt die Umbrüche des Orgelbaus zwischen Vor- und Nachkriegszeit. Es hat Bedeutung vor allem für die Oberpfalz und das nördliche Niederbayern.

## Werkliste (Auswahl)
| Jahr | Ort                           | Gebäude                                                                                          | Bild | Manuale | Register | Bemerkungen |
| ---- | ----------------------------- | ------------------------------------------------------------------------------------------------ | ---- | ------- | -------- | --- |
| 1932 | Weidenthal                    | St. Michael                                                                                      |      | I/P     | 9        | erstes eigenes Werk, nicht erhalten. Derzeit Weise (17/II/P) von 1993 |
| 1935 | Daßwang                       | Mariä Aufnahme                                                                                   |      | I/P     | 8        | pneumatische Kegelladen |
| 1938 | Wernberg                      | St. Anna                                                                                         |      | II/P    | 11       | Im typischen Gehäuse von Andreas Weiß; 1954 Umbau und Erweiterung auf 13/II/P, 1980 Verlegung Spieltisch durch August Hartmann |
| 1939 | Pfreimd                       | Franziskanerkloster                                                                              |      | II/P    | 11       | 1834 Neu-Rokoko-Gehäuse von Xaver Ehrlich (Bärnau). 1897 Neubau Steinmeyer (12/II/P), pneumatische Kegelladen; 1939 Umbau Hirnschrodt (13/II/P), 1975 Umbau Jann (13/II/P)                                                                             |
| 1942 | Wolfskofen                    | Mariä Himmelfahrt                                                                                |      | II/P    | 16       | erhalten; Erbaut mit pneumatischer Traktur unter Verwendung der Siemann-Orgel aus Pappenberg, versehen mit einem neuen Spieltisch → Orgel |
| 1948 | Mitterfels                    | St. Georg                                                                                        |      | II/P    | 12       | pneumatische Kegelladen |
| 1949 | Barbing                       | St. Martin                                                                                       |      | II/P    | 14       | nicht erhalten; 2001 Neubau Johannes Schädler |
| 1950 | Regensburg                    | Dom                                                                                              |      | III/P   | 39       | Erweiterung der Binder-Orgel von 1905 (25/II/P), verdeckt hinter dem Hochaltar. 1989 ersetzt durch Neubau von Mathis (43/III/P) am gleichen Ort mit sichtbarem Positiv rechts an der Chorwand, 2009 Positiv im Zuge der Neukonzeption wieder entfernt. |
| 1951 | Vilsbiburg                    | Wallfahrtskirche Maria Hilf                                                                      |      | II/P    | 21       | im historischen Gehäuse von 1870, nicht erhalten, Neubau 2007 durch Armin Ziegltrum (II/P, 23) |
| 1952 | Donaustauf                    | St. Michael                                                                                      |      | II/P    | 17       | pneumatische Kegelladen, Neubau in Planung, Orgel nicht erhalten → Orgel |
| 1952 | Guteneck                      | St. Katharina (Schlosskapelle)                                                                   |      | II/P    | 6        | im Gehäuse 1820 von Wilhelm Hepp erhalten; Erste erhaltene Nachkriegsorgel der Firmengeschichte |
| 1953 | Regensburg                    | Stiftskirche St. Johann                                                                          |      | II/P    | 15       | in barockem Gehäuse um 1730, nicht erhalten, Neubau 2004 durch Orgelbau Eisenbarth (II/P, 25) |
| 1954 | Jachenhausen                  | St. Oswald                                                                                       |      | II/P    | 14       | pneumatische Kegelladen |
| 1954 | Holzharlanden                 | St. Katharina                                                                                    |      | I/P     | 5        | |
| 1954 | Hagelstadt                    | St. Vitus, (alte kath. Pfarrkirche)                                                              |      | II/P    | 14       | |
| 1954 | Frauenberg, Gde. Brunn        | Mariä Geburt                                                                                     |      | II/P    | 16       | nicht erhalten. 2004 Neubau Armin Ziegltrum. |
| 1955 | Regensburg                    | St. Matthäus                                                                                     |      | II/P    | 16       | erstes größeres Orgelwerk mit rein mechanischer Traktur. Opus 51, Original erhalten. → Orgel |
| 1956 | Regensburg                    | St. Fidelis                                                                                      |      | II/P    | 17       | Opus 52, Original erhalten |
| 1956 | Weiden in der Oberpfalz       | St. Johannes                                                                                     |      | III/P   | 26       | elektropneumatische Kegelladen, fahrbarer Spieltisch; renoviert 1997 → Orgel |
| 1956 | Regensburg                    | Kirchenmusikschule (heute Hochschule für Katholische Kirchenmusik und Musikpädagogik Regensburg) |      | II/P    | 11       | einst Übungsorgel IX. Zuletzt umgebaut durch Armin Ziegltrum 1999 mit neuer Spielanlage und neuer Spieltraktur sowie Erweiterung um Oktavbass 8' im Pedal.                                                                                             |
| 1957 | Speichersdorf                 | evangelische Kirche                                                                              |      | II/P    | 13       | erhalten |
| 1958 | Neustadt an der Waldnaab      | St. Felix                                                                                        |      | II/P    | 15       | erhalten → Orgel |
| 1959 | Cham                          | Maria Hilf                                                                                       |      | III/P   | 36       | weitgreifender Umbau |
| 1959 | Regensburg                    | St. Johannes                                                                                     |      | II/P    | 11       | Werk erhalten, mit neuem Gehäuse und Prospekt (s. Bild) in der evangelischen Kirche Bad Abbach. |
| 1959 | Regensburg                    | St. Emmeram                                                                                      |      | IV/P    | 68       | Gehäuse von Christoph Egedacher 1699. 1900 Neubau Binder & Siemann (30/II/P), Neubau von Hirnschrodt. → Orgel |
| 1960 | Landshut                      | St. Peter und Paul                                                                               |      | II/P    | 26       | |
| 1960 | Pettendorf                    | St. Margaretha                                                                                   |      | II/P    | 14       | erhalten, Kegellade mit elektro-pneumatischer Traktur. Opus 67 |
| 1960 | Ehenfeld                      | St. Michael                                                                                      |      | II/P    | 16       | Opus 68 |
| 1961 | Wiesau                        | St. Michael                                                                                      |      | III/P   | 28       | erhalten |
| 1961 | Dietfurt an der Altmühl       | St. Johannes Ev. (Franziskaner)                                                                  |      | II/P    | 22       | elektropneumatische Kegelladen, Schein-Rückpositiv |
| 1962 | Neutraubling                  | Lutherkirche                                                                                     |      | II/P    | 12       | auf mechanischen Schleifladen → Orgel |
| 1962 | Mockersdorf                   | St. Michael                                                                                      |      | II/P    | 14       | elektrische Kegelladen, im Gehäuse von Funtsch (1759) erhalten. |
| 1962 | Ebern                         | evangelische Christuskirche                                                                      |      | II/P    | 15       | erhalten |
| 1963 | Griesstetten                  | Wallfahrtskirche St. Martin                                                                      |      | II/P    | 11       | mechanische Schleifladen |
| 1963 | Oberbibrach                   | St. Johannes Bapt. und Ev.                                                                       |      | II/P    | 12       | mechanische Schleifladen, neobarocker Prospekt von Wolf / Bayreuth 1903, erhalten. |
| 1963 | Oberalteich                   | Abteikirche Oberaltaich                                                                          |      | III/P   | 48       | im Weiss-Prospekt von 1801: 1911 Steinmeyer (II/P/32), Erweiterung von Hirnschrodt auf 48/III/P. |
| 1966 | Regensburg                    | St. Albertus Magnus                                                                              |      | III/P   | 35       | elektropneumatische Kegelladen → Orgel |
| 1966 | Trisching                     | Mariä Verkündigung                                                                               |      | II/P    | 15       | erhalten |
| 1967 | Mallersdorf-Pfaffenberg       | St. Maria                                                                                        |      | II/P    | 19       | erhalten |
| 1967 | Schierling (Oberpfalz)        | ev. Kirche                                                                                       |      | II/P    | 9        | erhalten |
| 1967 | Regensburg                    | St. Konrad                                                                                       |      | III/P   | 36       | wegen Kirchenerweiterung fast vollständige Verwendung der Vorgängerorgel op. 501 von Willibald Siemann. → Orgel |
| 1968 | Regensburg                    | Herz Marien                                                                                      |      | II/P    | 26       | erhalten, nach Erbauung nur einmanualig ausgeführt, 1973 erweitert auf zwei Manuale, auf elektropneumatischen Kegelladen, 1991 erweitert um 2 Register. → Orgel                                                                                        |
| 1969 | Großberg                      | St. Heinrich                                                                                     |      | I/P     | 5        | erhalten, auf mechanischer Schleiflade |
| 1969 | Regensburg                    | Mennonitenkirche                                                                                 |      | I/P     | 5        | |
| 1969 | Neutraubling                  | St. Michael                                                                                      |      | II/P    | 23       | 1999 Umbau und Neuintonation durch Johannes Schädler |
| 1969 | Neukirchen beim Heiligen Blut | Mariae Geburt                                                                                    |      | III/P   | 30       | Gehäuse von 1647/1762 → Orgel |
| 1970 | Floß                          | ev. Kirche St. Johannes Baptist, ehem. Simultaneum                                               |      | II/P    | 22       | erhalten, mechanische Schleiflade, elektr. Registertraktur |
| 1971 | Kirchberg b. Regenstauf       | Mariä Himmelfahrt                                                                                |      | II/P    | 16       | Opus 102, erhalten, mechanische Schleifladen mit elektropneumatischer Registertraktur |
| 1971 | Hagelstadt                    | Hl. Dreifaltigkeit                                                                               |      | II/P    | 12       | |
| 1972 | Erlangen                      | St. Thomas                                                                                       |      | II/P    | 12       | |
| 1972 | Regensburg                    | Zentralfriedhof                                                                                  |      | I/P     | 5        | erhalten |
| 1972 | Regensburg                    | Pädagogische Hochschule                                                                          |      | II/P    | 8        | erhalten |
| 1973 | Landshut                      | Maria Loreto (Franziskaner)                                                                      |      | III/P   | 27       | erhalten |
| 1974 | Floss                         | St. Johannes der Täufer                                                                          |      | II/P    | 23       | elektro-pneumatische Kegelladen |
| 1974 | Regensburg                    | Stiftskirche zur Alten Kapelle                                                                   |      | III/P   | 32       | letztes Werk, nicht erhalten; seit 2006 Papst-Benedikt-Orgel im Gehäuse von Andreas Weiß 1791. |